# Col de Richemond

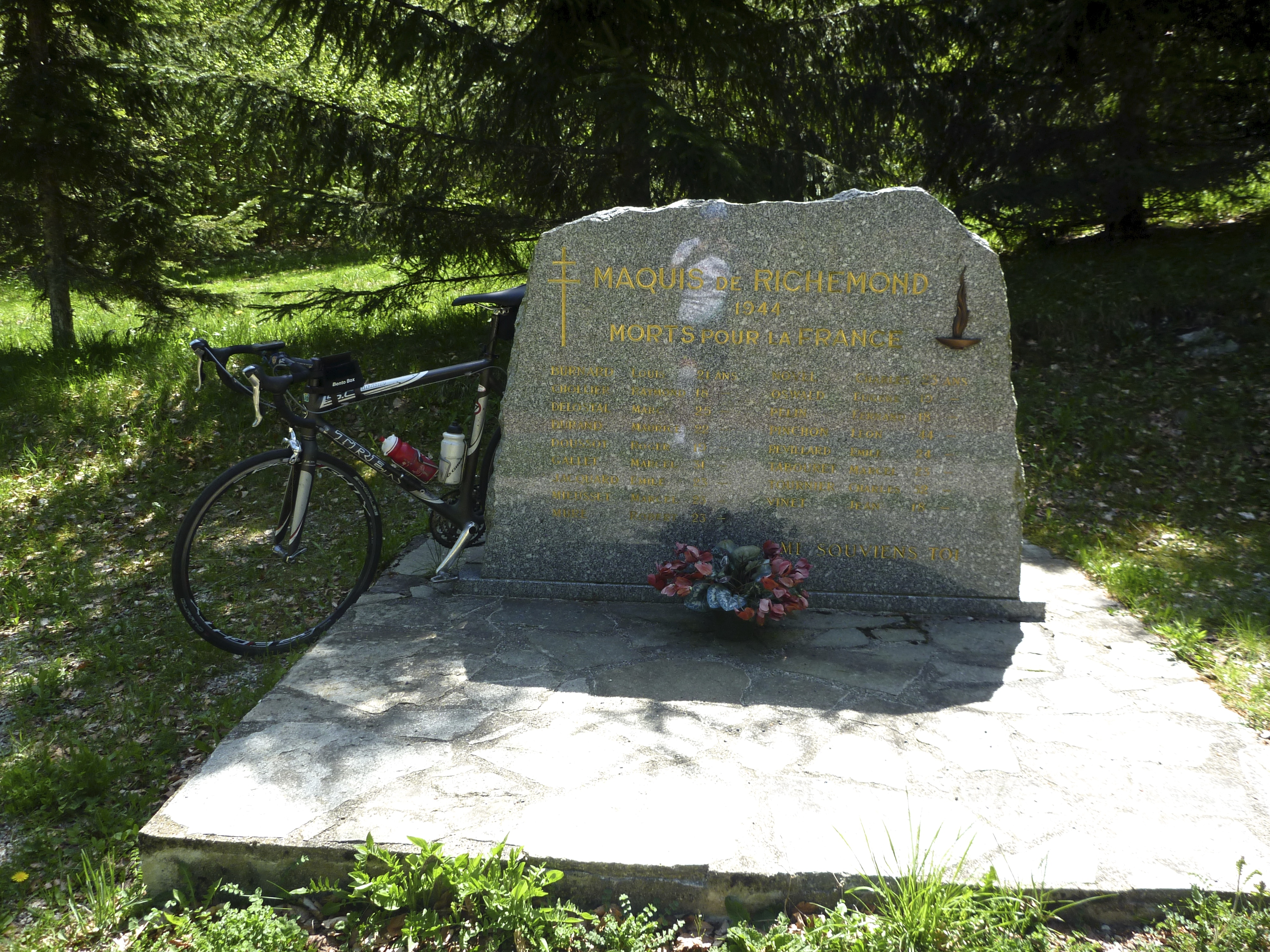
Monument ter herdenking van de maquis

De Col de Richemond is een bergpas in de Franse Jura in het departement Ain, onderdeel van de regio Auvergne-Rhône-Alpes. De bergpas is sinds 2012 bekend van wieleretappes in het Critérium du Dauphiné en de Ronde van Frankrijk, en wordt geklasseerd als een beklimming van derde categorie.
Tijdens de Tweede Wereldoorlog was de bergpas de schuilplaats van de maquis de l'Ain et du Haut-Jura. Een monument op de Col de Richemond herinnert aan deze gebeurtenis.

## Critérium du Dauphiné
De klim werd voor het eerst aangezet op 8 juni 2012 in de vijfde etappe van het Critérium du Dauphiné 2012. De rit van Saint-Trivier-sur-Moignans naar Rumilly werd gewonnen door de Fransman Arthur Vichot.

## Ronde van Frankrijk
De Col werd voor het eerst aangedaan op 11 juli 2012 in de tiende etappe van de Ronde van Frankrijk van dat jaar, een rit van Mâcon naar Bellegarde-sur-Valserine. Die etappe werd gewonnen door Thomas Voeckler, die tijdens de etappe ook als eerste op de Col du Grand Colombier en de Col de Richemond passeerde.